# Jonssons onsdag
Jonssons onsdag är en TV-serie från 1983, av och med Galenskaparna och After Shave. Den var gruppens första TV-serie ihop.
Serien sändes i fem 15-minutersavsnitt 1983, men den korta inspelningstiden gjorde det inte möjligt att göra någon avancerad handling. Programmet bestod av korta sketcher och sångnummer, delvis hämtade från Galenskaparnas LP-album Utanför slottet från 1981. I första avsnittet presenteras bland annat en tjänstemans äventyr i den "ofantliga sektorn" samt den idag klassiska parodin på Radiosportens signatur – "Bara sport" – som även syntes och hördes i gruppens revy Skruven är lös
Titelfiguren är en man som heter Jonsson och som i serien fungerar som en något oortodox och osammanhängande programpresentatör. Han är del av revyteaterpubliken, och TV-tittarna får se vad Jonsson ser. Jonsson spelades av Lennart Englund.
TV-recensenterna sågade serien och tittarsuccén uteblev.

## Visningar
TV-serien sändes i original i SVT 1983 och i repris 2012. 2012 utgavs den också på DVD, som extramaterial till 30-årsfesten.